# Melanie Klein

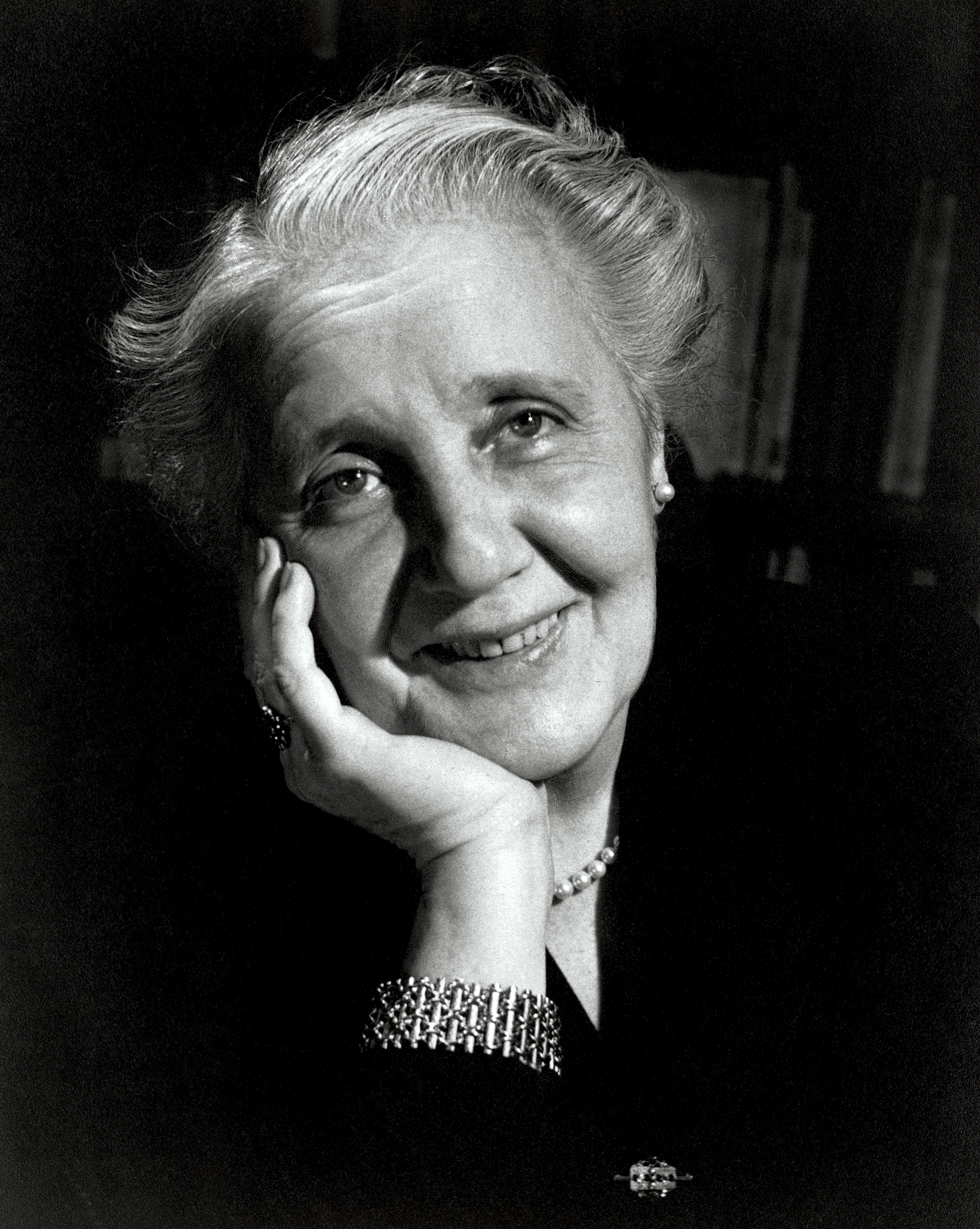
Melanie Klein, 1952

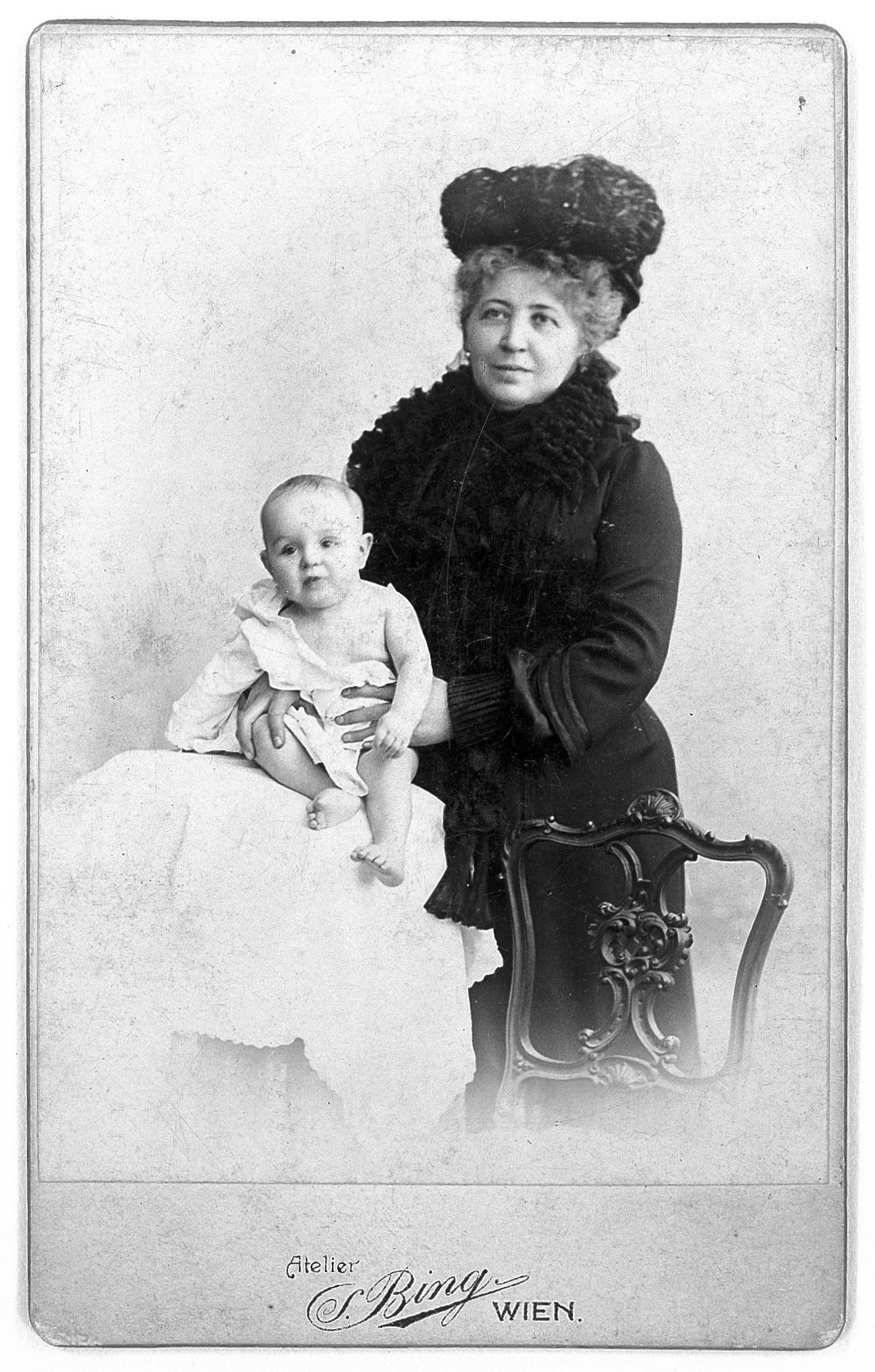
Libussa Reizes, die Mutter von Melanie Klein, mit Enkel Otto Pick, 1903

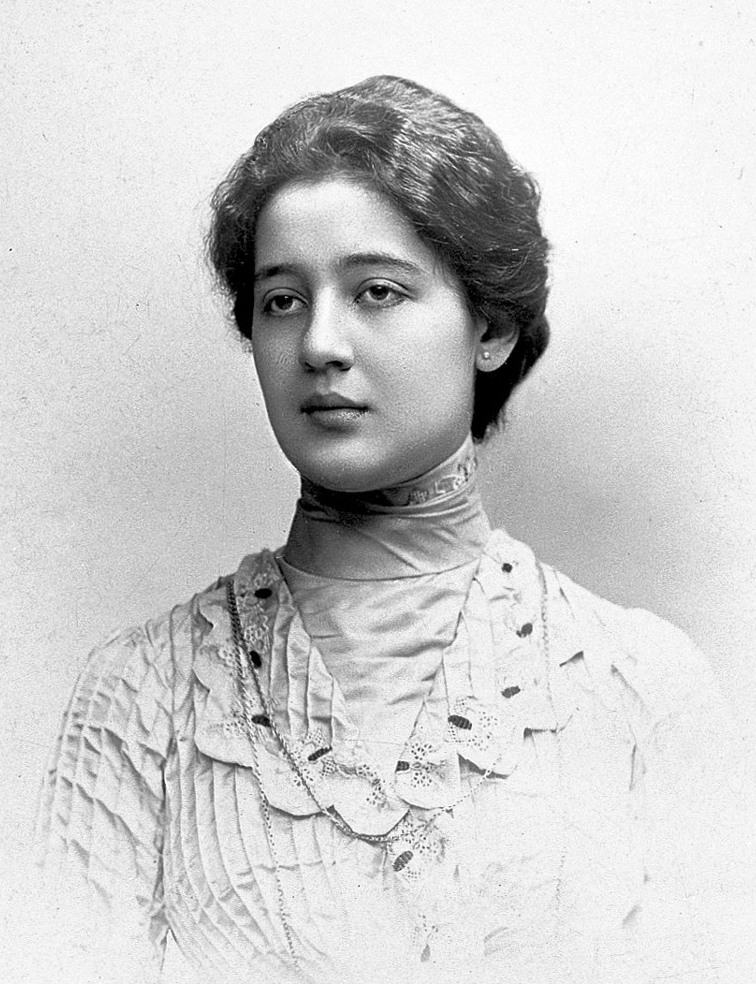
Melanie Klein, 1902

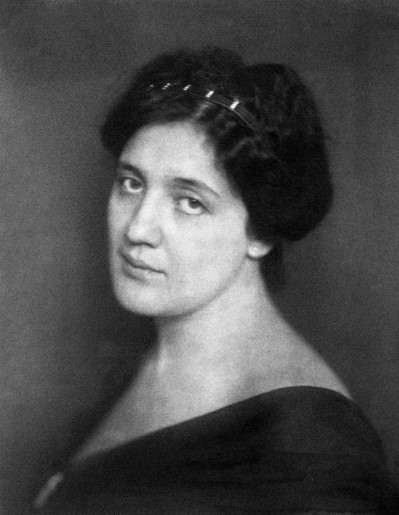
Melanie Klein, 1912

Melanie Klein, geborene Reizes (* 30. März 1882 in Wien, Österreich-Ungarn; † 22. September 1960 in London) war eine österreichisch-britische Psychoanalytikerin. Sie gilt als eine der Pionierinnen der Psychoanalyse. Sie entwickelte die Psychoanalyse von Kindern weiter – auch als Kinderanalyse oder früher als Psychagogik bezeichnet. Sie ist maßgebliche Begründerin der psychoanalytischen Objektbeziehungstheorie. Anhänger dieser Richtung werden Kleinianer genannt.

## Leben

### Kindheit, Jugend und die Zeit in Wien
Melanie Klein kam als jüngstes von vier Kindern von Moriz Reizes (ca. 1828–1900) aus Oblast Lwiw und Libussa Reizes, geborene Deutsch (1850–1914) zur Welt. Melanie Kleins Großvater mütterlicherseits war Talmudschüler, später Arzt und entstammte einer orthodoxen jüdischen Familie aus Lemberg; Kleins Großmutter kam aus Námestovo, einer Stadt in der heutigen Slowakei. Ihr Vater war der Rabbi Emanuel Deutsch („Mendel“) (1818–1876) und ihre Mutter Rebekka Deutsch, geborene Steiner (um 1820–1885).
Melanies Geschwister waren Emilie (1876–1940), Emmanuel (1877–1902) und Sidonie (1878–1886). Die jüngste Schwester Sidonie starb, damals achtjährig, an Tuberkulose. Emmanuel starb im Alter von 25 Jahren. Emilie heiratete später den Arzt Leo Pick.
Nach der Matura begann Melanie Klein 1899 in Wien mit dem Studium der Kunst und Geschichte, ohne aber darin einen Abschluss zu erwerben. Sie wollte ursprünglich Medizin studieren, verfolgte dieses Ziel aber nicht weiter, nachdem sie sich 1899 mit Arthur Stevan Klein (1876–1939) verlobt hatte und ihr Vater nach schwerer Krankheit (Morbus Alzheimer) und Siechtum im Jahre 1900 starb. Arthur Stevan Klein aus Rosenberg (Liptau, Ungarn) war Industriechemiker. Er hatte an der Eidgenössischen Technischen Hochschule in Zürich Chemie Ingenieur Technik studiert. Nach einem Studienaufenthalt in den Vereinigten Staaten von Amerika im Jahr 1903 wurde er zum Chemie-Ingenieur promoviert und begann in der Papierindustrie in Rosberg eine Arbeitsstelle anzutreten.

### Ehe mit Arthur Klein, die Kinder und die Zeit in Budapest
1903 heiratete Melanie Klein, kurz darauf wurde ihre Tochter Melitta geboren. 1907 folgte ihr Sohn Hans. Schon während der Schwangerschaft und auch danach war Melanie Klein depressiv verstimmt. Als Arthur Klein zum Direktor der Papierfabrik Krappitz AG des Grafen Henckel-Donnersmarck in Krappitz (Oberschlesien) ernannt wurde, zog die Familie in den kleinen Industrieort. Die Situation aggravierte die depressive Verstimmung. 1914 wurde ihr Sohn Erich geboren. In dieser Zeit, im Jahr 1912, begann sie ihre Lehranalyse bei Sándor Ferenczi in Budapest. Sie beschäftigte sich intensiv mit der sich eben entwickelnden Psychoanalyse und begann auf Ferenczis Ermutigung hin, obwohl sie über keinerlei formale Ausbildung verfügte, ihren jüngsten Sohn zu analysieren.
Arthur Klein wurde 1914 zum Militärdienst in die österreichisch-ungarische Armee einberufen. Er kam 1916 als Kriegsinvalide mit einer Beinverletzung nach Budapest zurück.
Am 28. und 29. September 1918 fand in Budapest der V. Internationale Psychoanalytische Kongress statt. Hier hörte Melanie Klein erstmals Sigmund Freud bei seinem Vortrag. Sandor Ferenczi wurde dort zum Vorsitzenden der Internationalen Psychoanalytischen Vereinigung gewählt.
1919 wurde sie in die Ungarische Psychoanalytische Gesellschaft aufgenommen und publizierte 1920 ihre erste wissenschaftliche Arbeit mit dem Titel „Der Familienroman in statu nascendi“, dem über weite Strecken die psychoanalytischen Interpretationen des Handelns ihrer beiden Söhne, Hans und Erich, zugrunde lagen.
Durch ihre Aufnahme in die „Ungarische Psychoanalytische Vereinigung“ erhielt sie 1919 offiziell die Anerkennung als Psychoanalytikerin, beschäftigte sich vor allem mit der frühkindlichen Persönlichkeitsentwicklung und entwickelte in der praktischen Arbeit eine Spieltherapie. Melanie Klein war kurze Zeit Mitglied der Budapester Vereinigung, sie wurde im Juli 1919 mit der Vorstellung einer Fallstudie aufgenommen.

### Zeit in Berlin

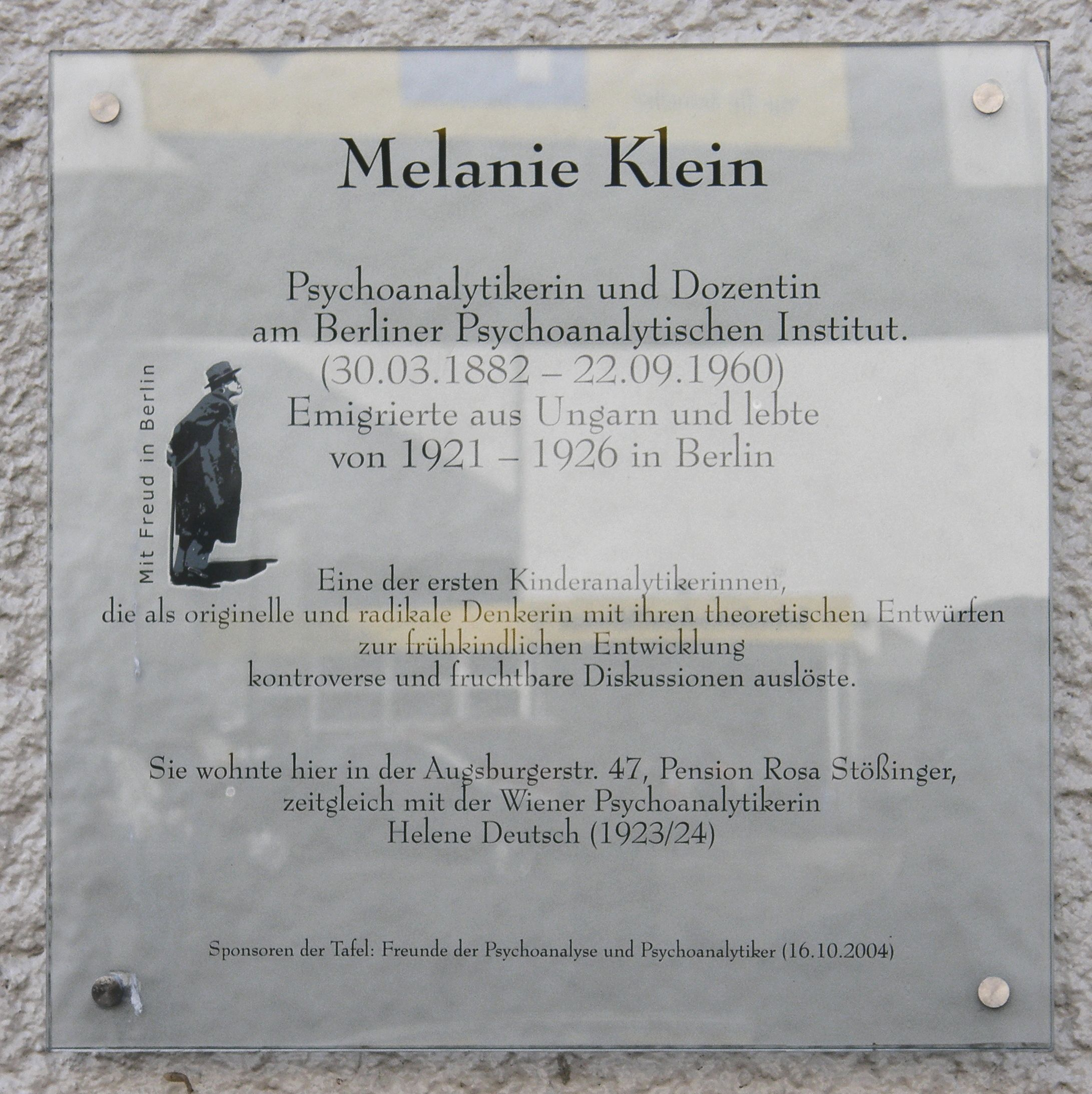
Gedenktafel für Melanie Klein in der Augsburger Straße 23, Berlin, aus der Reihe Mit Freud in Berlin

Arthur Klein ging im Jahre 1919 zum Leben und Arbeiten nach Schweden. Melanie Klein hingegen verließ Budapest und zog mit den Kindern nach Rosenberg. Von ihrem Ehemann lebte sie die meiste Zeit getrennt. Im Januar 1920 folgte der Umzug nach Berlin, sie nahm ihren jüngsten Sohn Erich mit. Sie wohnte zunächst in einer Pension unweit des Hauses von Karl Abraham im Grunewald.
Später zog sie in eine Wohnung in der Cunostraße, weitere Wohnorte folgten.  Zwischen 1922 bzw. 1923 kam es zur offiziellen Trennung von ihrem Ehemann. In den 1920er Jahren lebte Melanie Klein in Berlin und unterzog sich einer weiteren Lehranalyse, diesmal bei Karl Abraham. Nelly Wolffheim, eine Kinderpädagogin, unterhielt einen Kindergarten in Berlin. Karl Abraham stellte den Kontakt zu den beiden Frauen her. Melanie Klein nutzte das Umfeld des Kindergartens für ihre Forschungen, während Wolffheim in den frühen 1920er Jahren u. a. als ihre Sekretärin in Berlin arbeitete.
Nach dem Tod von Karl Abraham im Jahr 1925 sah sich Melanie Klein zunehmenden Feindseligkeiten vor allem durch Sándor Radó, Franz Alexander und Otto Fenichel ausgesetzt. Unterstützt wurden ihre Hypothesen von Felix Boehm, Karen Horney, Josine Müller, der ersten Frau von Carl Müller-Braunschweig und Alix Strachey. Insbesondere mit der Kinderpsychoanalytikerin Ada Schott (1897–1959), der zweiten Frau von Carl Müller-Braunschweig, verband sie ein besonderes Vertrauensverhältnis. Klein orientierte sich später an der analytischen Psychologie blieb aber weiterhin Mitglied in der Deutsche Psychoanalytische Gesellschaft (DPG)/Deutsche Psychoanalytische Vereinigung (DPV). Als sie dann eine Einladung von Ernest Jones aus Großbritannien erhielt, siedelte sie im Jahr 1926 nach London über.

### Zeit in London
Sie folgte 1925 einer durch Alix Strachey vermittelten Einladung von Ernest Jones, nach London zu kommen. Strachey war auf die kinderanalytische Konzeption und Technik (Spielanalyse) von Melanie Klein während ihrer Ausbildung in Berlin aufmerksam geworden und vermittelte eine Vortragsreise nach Großbritannien. Dort hielt sie im Sommer 1925 insgesamt sechs Vorträge zu ihrer Theorie vor der British Psychoanalytical Society. Ihre Vorträge fanden in England rege Aufnahme, und so verließ sie Wien im September 1926, unterstützt von Jones, und zog an die Stadt an der Themse. Auch war ihre Lage mit einigen Kolleginnen und Kollegen in Wien nach dem Tod von Karl Abraham, ihrem Mentor, am 25. Dezember 1925 noch schwieriger geworden. Zunächst wohnte sie in England an verschiedenen Orten. Im Protokoll der British Psychoanalytic Association wurde sie am 17. November 1926 als „Besucherin“ verzeichnet. Am 2. Oktober 1927 wurde sie zum Mitglied der britischen Vereinigung gewählt.
Am 1. Februar 1955 wurde der Melanie-Klein-Trust zur finanziellen Unterstützung Kleinianischer Ausbildung und Forschung und Publikation ihrer Schriften gegründet. Dort arbeitete sie bis zu ihrem Tod. Sie starb im Londoner University College Hospital nach einer erfolgreichen Darmkrebs-Operation an dem komplikativen Verlauf einer Fraktur des Hüftgelenks.

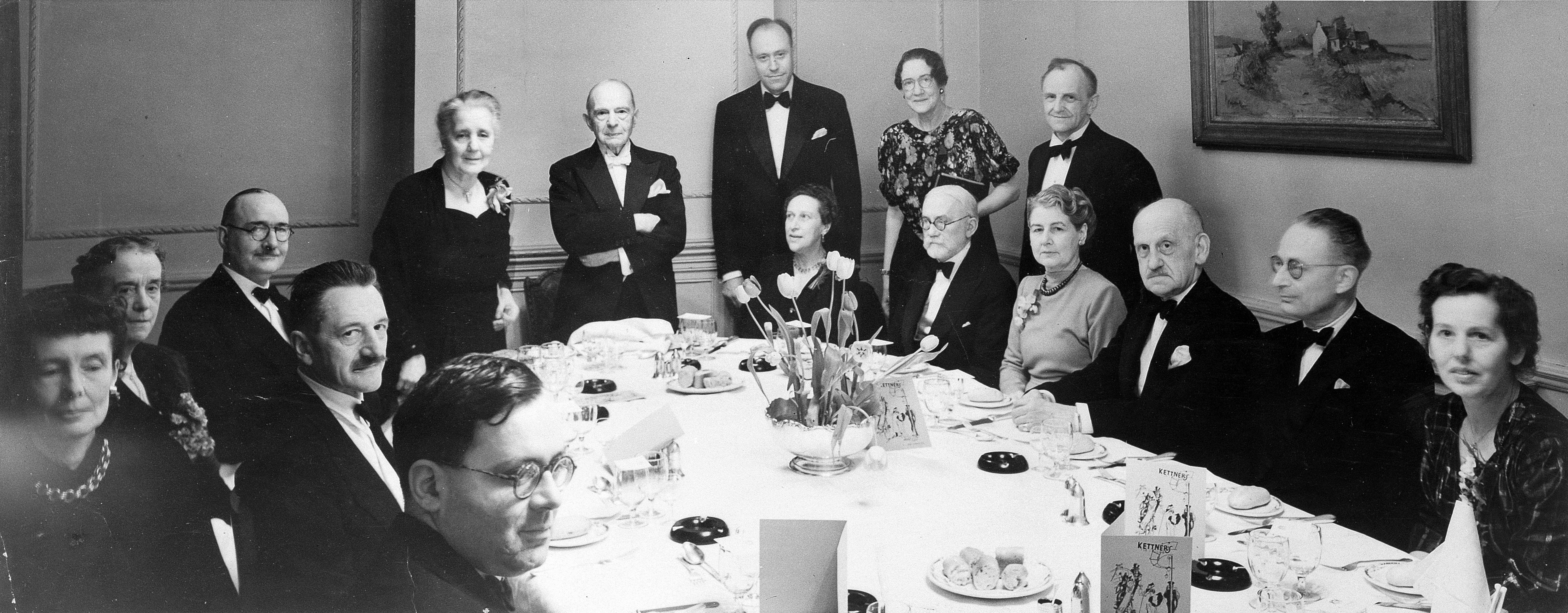
Abendessen zum 70. Geburtstag von Melanie Klein bei Kettner in London. W.1 (Kettner’s Hotel, Lounge and Bar in Soho) 1952. Im Uhrzeigersinn von links; vorne: Eric Klein, Roger E. Money-Kyrle, hinter ihnen: Marion Milner, Sylvia Payne, W. Clifford M. Scott, stehend: Melanie Klein, Ernest Jones, Herbert Rosenfeld, Joan Riviere, Donald Winnicott, sitzend: Paula Heimann, James Strachey, Gwen Evans, Cyril Wilson, Michael Balint, Judy Clyne

#### Beziehung zur Tochter Melitta
Als Walter Schmideberg nach England kam, zog Kleins Tochter Melitta Schmideberg aus der gemeinsamen Wohnung mit ihrer Mutter aus Linden Gardens aus und wohnte nunmehr mit ihrem Mann in Gloucester Place. Melanie Klein und die Schmidebergs kauften ein gemeinsames, gebrauchtes Auto – einen Sunbeam (genannt „Sunny“), mit dem sie zu dritt Ausflüge quer durch England unternahmen. Nach einiger Zeit schickte sie ihrer Mutter, Melanie Klein, einen Scheck, um den Anteil der Mutter an dem Fahrzeug auszulösen. In einem Brief wahrscheinlich Ende des Sommers 1934 formulierte ihre Tochter ihre Unabhängigkeit, um sich aus dem Zustand einer neurotischen Abhängigkeit zu ihrer Mutter zu lösen. Ausdruck dafür war auch, dass sie eine Lehranalyse bei Edward Glover, einem Kontrahenten von Melanie Klein, begann. Zuvor war sie bei Ella Freeman Sharpe (1875–1947) in der Analyse gewesen.
Zum Ende des Jahres 1933, während ihrer Analyse, starteten Melitta Schmideberg (Analysand) und Edward Glover (Analysator) eine öffentliche Kampagne gegen ihre Mutter in der Britischen Vereinigung, British Psychoanalytical Society.

#### Kontroverse mit Anna Freud
Wichtigster Streitpunkt zwischen beiden war, dass Anna Freud Kinder erst vom sechsten Lebensjahr an aufwärts für analysierbar hielt, während Melanie Klein der Auffassung war, auch jüngere Kinder, die einer klaren Sprache noch nicht mächtig sind, seien der psychoanalytischen Therapie bzw. der Bildung einer Übertragungsneurose als deren Voraussetzung, zugänglich. Hierzu könne die von ihr weiterentwickelte Spieltherapie eingesetzt werden.
Die Auseinandersetzung zwischen der klassischen Psychoanalyse von Sigmund Freud und dessen Tochter Anna Freud sowie Melanie Klein hatte ihren Anfang schon Mitte der 1920er-Jahre genommen. Sie eskalierte zwischen den beiden aufgrund der zum Teil grundlegend unterschiedlichen Vorstellungen, als Anna Freud 1938 ins Londoner Exil flüchtete und nahm persönliche Züge an, die durch Konkurrenz und Rivalität der beiden Frauen geprägt wurde. Im Jahr 1927 veröffentlichte Anna Freud ihr Werk „Zur Einführung in die Technik der Kinderanalyse“, in dem sie den Kleinschen Konzepten ausdrücklich widersprach. Zentraler Kritikpunkt von Anna Freud an Melanie Klein war, dass sie das „Ich“ in ihren Betrachtungen vernachlässigen und damit die äußere Realität verkennen würde, zu Gunsten der Beschäftigung mit unbewussten kindlichen Inhalten.

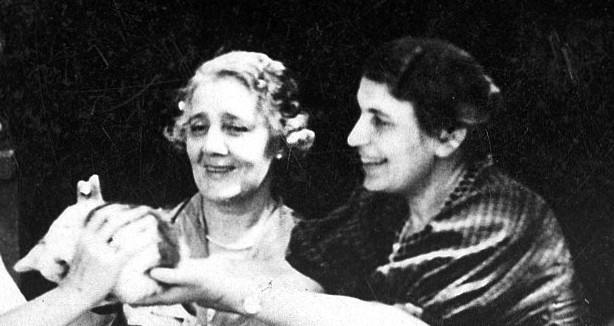
Melanie Klein und Anna Freud

Später führten die sogenannten Controversial Discussions zu einer informellen internen Spaltung der Britischen Psychoanalytischen Gesellschaft. Kleins Kontroverse mit Anna Freud und den ihnen jeweils zugewandten Anhängern spaltete die psychoanalytische Landschaft Großbritanniens in den 1940er und 1950er Jahren in zwei „feindliche“ Lager, worauf sich als drittes Lager die Middle Group, auch „Group of Independent Analysts“ etablierte. Deren Vertreter bezeichneten sich auch als Neutrals oder Independents.
Die aufkommenden Debatten und Auseinandersetzungen gewannen durch ein persönliches Zerwürfnis an Schärfe, denn zu den entschiedensten, und maßlosesten Kritikerinnen der Kleinschen Positionen zählte pikanterweise die Tochter Melanie Kleins, Melitta Schmideberg. Ferner stand auch Edward Glover in einer antikleinianischen Opposition zu ihr.

## Theorie

### Therapie
Melanie Klein entwickelte eine Psychoanalyse für Kinder, bei der das freie Assoziieren der Erwachsenenanalyse durch Spielen und andere kindgerechte Ausdrucksformen (z. B. Zeichnen) ersetzt wurde. Sie ging davon aus, dass Kinder ihre inneren Konflikte im Spiel ausdrücken, und dass es dem Analytiker möglich ist, durch Beobachten des Spiels diese Konflikte zu erschließen und zu deuten. Sie legte bei ihrer Arbeit großen Wert auf die Analyse der negativen und der positiven Übertragung.
Die psychoanalytische Arbeit mit den kleinen Kindern gab ihr Einblick in das Ausmaß, in dem die Psyche des Kindes von „unbewussten Phantasien“ dominiert wird und in die Existenz einer komplexen inneren Welt, innerer Objekte, die sowohl durch Projektion als auch durch Introjektion gebildet werden. Dabei ist für Melanie Klein die Dynamik der inneren Objektrepräsentanzen bedeutsam, solche können unabhängig von der Beschaffenheit der realen Objekte verzerrt werden. Würden die im vorsprachlichen und vorbegrifflichen Raum sich abspielenden Prozesse in Worten oder Metaphern ausgedrückt werden, ließen sie sich als verfolgend und „böse“ oder nur „gut“ fantasieren bzw. paraphrasieren, je nach strukturellem Integrationsniveau des Menschen.
Indem sie diese Tatsachen und Zusammenhänge in die Wissenschaftssprache übersetzte, gewann sie Einblicke über das Innenleben des Kindes hinaus. So war es ihr möglich, deren „Spuren“ in der inneren Welt der Erwachsenen erfassbar werden zu lassen. Die erkenntnistheoretische Problematik ihrer theoretischen Annahmen beruht darauf, dass die Benennung und Versprachlichung, das heißt die Verbalisation und Imagination von Inhalten eines seelischen Raumes, der wahrscheinlich vor der Symbolisierungsfähigkeit liegt und bei dem es sich mehr um somato-psychische Zustände und Verfassungen handelt, per se schwierig und diskussionswürdig ist. Ihre Theorie bediente sich der hermeneutischen Methode.

### Spieltherapie bei Kindern
Hermine Hug-Hellmuth erarbeitete in den frühen 1920er Jahren ein psychoanalytisches Herangehen an das kindliche Spiel. Melanie Klein führte diesen Ansatz fort und entwickelte ihn weiter. Durch die Spieltherapie konnten auch Kinder in der Phase des Erstspracherwerbs behandelt werden („Vorsprachliche Phase“). In dem Setting der Spielanalyse ging Melanie Klein davon aus, dass das Spiel des Kindes der freien Assoziation eines Erwachsenen entspräche. Indem sich darin seine inneren Konflikte unbewusst ausdrückten und darstellten, wurden sie einer Deutung zugänglich. Als Voraussetzung musste das Handeln des Kindes in dem spieltherapeutischen Setting als eine Symbolhandlung aufgefasst werden, die auch mit einer Übertragung auf den Therapeuten einherginge.

### Allgemeines
Aus ihrer therapeutischen Arbeit in der Spieltherapie sammelte Melanie Klein wichtige Erkenntnisse über die sich entwickelnde und damit noch im Reifungsprozess stehende kindliche Psyche. Sie trug mit ihren Schriften zur Entwicklung der modernen Psychoanalyse und insbesondere zur Ausbildung der Objektbeziehungstheorie bei. Viel beachtet wurden ihre Werke zur Psychoanalyse des Kindes (1932). Im Gegensatz zur Psychoanalyse Freuds, die einen starken Schwerpunkt auf die Triebtheorie legte und den Menschen vorwiegend als Einzelwesen verstand, lenkte Melanie Klein die Aufmerksamkeit verstärkt auf frühkindliche Entwicklungen und die Mutter-Kind-Interaktion. Die Art und Weise, wie ein Mensch die Welt wahrnimmt und mit welchen Erwartungen er an sie herantritt, schien ihr durch seine Beziehungen zu wichtigen, frühen Bezugspersonen („Objekten“) geprägt. Die Vorstellungswelt und die begleitende Gefühlswelt des Säuglings konstituiere sich als Prozess in den dazugehörigen Objektbeziehungen. Dabei sah sie in den unbewussten infantilen Phantasien frühe Abwehr- und Bewältigungsmechanismen. Objekte können geliebt oder gehasst, von Emotionen begleitet werden. Die sich daraus konstituierenden inneren Objekte sind nicht als Abbilder der Bezugspersonen zu sehen, sondern Repräsentanten intensiver Affekte, Impulse, Ängste und Erscheinungen der Bedürfnisse des kindlichen Selbst.
Anders als Sigmund Freud datiert Melanie Klein den Beginn des Ödipuskonfliktes bereits in die prägenitale Phase, also bereits ab dem 1. Lebensjahr.

#### Thanatos und Libido
Das psychische Dasein beginnt mit der Geburt und äußert sich in Form von unbewussten Phantasien. Diese repräsentieren modulierte biologische Gegebenheiten, auf die die Triebe (Lebens- und Todestrieb) treffen. In Melanie Kleins Konzeptualisierung der psychischen Entwicklung des Kindes wird nicht das Lustprinzip zum strukturbildenden Moment der psychischen Entwicklung, sondern der Todestrieb. Dennoch glaubte Klein, dem freudschen Triebkonzept von Libido und Todestrieb treu geblieben zu sein. Sie stellte in ihrer Metatheorie den Todestrieb in den Vordergrund. Sie sehe Aggression als Ausdruck des Todestriebes und die Bedeutung der realen Objekte stehe in ihrer Konzeption eher im Hintergrund, insofern, als innere Objekte den unbewussten Phantasien der „jeweils aktiven intrapsychischen Position“ entsprechen; es hänge „von der Triebbesetzung ab, nicht von den realen Vorgängen“. Sigmund Freud und Anna Freud vertraten die Hypothese, dass das neugeborene Kind innerlich in einem objektlosen primärnarzisstischen Zustand lebe. Im Gegensatz zu Sigmund Freud sah Melanie Klein in ihrem theoretischen Konstrukt der psychischen Entwicklung nicht das Lustprinzip (Libido) als strukturbildendes Movens der psychischen Entwicklung an, sondern den Todestrieb (Thanatos). Der Todestrieb artikuliere sich, nach Melanie Klein, als eine innere Repräsentanz im Unbewussten des Menschen. So äußere er sich als Angst vor der Vernichtung des Lebens. Im Sinne einer Manifestation des Todestriebs werde dieser als angeborene Aggression auf die „mütterliche Brust“ projiziert, sobald der Säugling ihre „Nicht-Erreichbarkeit“ als einen Mangel wahrnimmt.

#### Objektbeziehungen
Den frühen Objektbezug des Todestriebes (Thanatos) bzw. auch der Libido konzeptualisiert Klein in der paranoid-schizoiden Position als eine Art von rudimentären intrapsychischen Dialog zwischen guten und bösen Phantasiegestalten, den inneren Objekten. Durch diese Mechanismen kann das frühe Ich, das Ängstigende und Desintegrierbare seines affektiven Erlebens durch die Projektion des „Bösen“ und der Introjektion des „Guten“ erträglicher gestalten, denn indem Lebens- und Todestriebe projiziert werden, können sie Form annehmen und unterliegen damit einer Kontrolle des reifenden Ichs des Säuglings. Die ersten Lebensmonate des Kleinkindes sind aufgrund des noch geringen kognitiven und emotionellen Diskriminations- und Regulationsniveaus gekennzeichnet von starkem psycho-physischen Lust- und Unlusterleben, das als „verfolgend-böse“ oder „ideal-gute“ (Partial-)Objekte erlebt wird. Aufgrund der Unreife des psychischen Apparates werden in einer projektiven/introjektiven Diffusion die „innere“ und „äußere Realtät“ nicht situationsgerecht strukturiert.
Die Wirkung des Todestriebes verlegte Melanie Klein von Anbeginn des kindlichen Lebens an in eine von rohen, nicht-integrierbaren Sinneseindrücken und existenziell bedrohlicher Emotion der Angst dominierten psychischen Innenwelt des Säuglings. Die rohen noch unstrukturierten Gedächtnisinhalte würden im steten Austausch mit den (primären) „Partialobjekten“ die innere Objektwelt des Kleinkindes auffalten in dem Maße, wie sie im Wechselspiel von Introjektion und Projektion heranreifen. Unter ihrem Begriff „Partialobjekt“ versteht Klein sowohl gleichzeitig das Objekt eines Triebes wie auch den „Teil des späteren Ganzen“, wie er sich aus der Perspektive des erst später vollständig konstituierenden umfassenderen Objektes ergibt. Diese primitiven inneren Objekte, gebildet aus den psychischen Aktionen von Introjektion und Projektion, dienen als Kerne des Ichs (Hypothese eines rudimentären Ich-Kern).
Der Säugling ist in seinem frühen psychischen Dasein Phantasien ausgesetzt, die sich auf Objekte beziehen. Frühe Lusterfahrung ist mit der Vorstellung eines Objektes verknüpft, das die Quelle von Lust ist, ebenso wie Unlusterfahrung mit der Vorstellung eines Objektes in Beziehung steht, das unlustvolle Erfahrungen erzeugt. Die unlustvollen Erfahrungen bedrohen das frühkindliche, heranreifende Ich, sie werden als Bedrohung erlebt, es fürchtet, von diesen zerstört zu werden. Mit dem Abwehrmechanismus der Spaltung in ein lustvolles „gutes“ Partialobjekt und ein unlustvolles „böses“ Partialobjekt schützt sich das noch unreife werdende Ich.
(Partial-)Objekte, die mit lustvollen, guten Erfahrungen verbunden sind, sollen durch die Spaltung von solchen Objekten abgetrennt werden, die mit unlustvollen, schlechten assoziiert sind. Melanie Klein überschreibt diesen Vorgang erklärend mit der Wirkung des Todestriebes: Um sich der Gefahr zu erwehren, werden Teile des Todestriebes nach außen projiziert. Erst hierdurch bekommen die „äußeren“ Objekt ihren verfolgenden Charakter.
Neben dem „Bösen“, den aggressiven, hasserfüllten Teilen des Ichs, die sich aus der Wirkung des Todestriebes ergeben und die auf ein (Partial-)Objekt projiziert werden, wird auch das „Gute“ auf das Objekt projiziert. Dabei scheint es evidenter zu sein, dass das „Böse“ als außerhalb des Ichs projiziert wird, als das es als Teil der Innenwelt empfunden wird. Es ist schwieriger zu verstehen, warum etwa auch Güte, Barmherzigkeit, Nächstenliebe projiziert werden können. Der Grund dafür ist, dass es sicherer ist, sie in ein Objekt zu projizieren, wenn das projizierende Ich bzw. die Person nicht das Gefühl hat, dass sie das „Gute“ selbst aufrechterhalten kann. Dies ist die Grundlage für die Idealisierungen, die in bestimmten Situationen auftreten. Sicherheit vor dem vernichtenden, ichauflösenden „bösen“ Objekt gibt die Existenz eines absolut „guten“ inneren Objekts. Einer solchen Phantasie entspricht das Bild einer idealisierten Mutter, eines absolut guten inneren Objektes, das einen auch in der Stunde des Todes nicht allein lässt. So findet sich etwa im „Ave Maria“ des katholischen Rosenkranzgebetes folgende Vorstellung: „Maria, Mutter Gottes, bitte für uns, jetzt und in der Stunde unseres Todes.“
So können die guten Objekte geschützt werden. Da die inneren und äußeren Objekte, die sich in den Erinnerungsspuren des psychischen Apparates niederlegen, ganz wesentlich mit Ich-Aspekten verbunden sind, formt die Spaltung auch das werdende Ich mit.
Der Begriff des Partialobjekts geht auf Melanie Klein zurück, sie sprach in „A contribution to the psychogenesis of manic-depressive states“ (1935) zuerst von partial object-relation, was später zum part object wurde und im Deutschen üblicherweise als „Partialobjekt“ wiedergegeben wird. In den an Melanie Klein sich anschließenden und weiterentwickelnden Theorieansätzen werden die Partialobjekte aus ihrer Funktion heraus interpretiert.

#### Der Begriff der „Position“
Obgleich Melanie Klein für die Beschreibung der frühkindlichen Entwicklung Begriffe der klassischen Psychiatrie wählte und damit Anleihen aus dem Begriffsrepertoire der Psychopathologie übernahm, sollte ihre Terminologie „physiologische Entwicklungsabschnitte“ der kindlichen Psyche beschreiben, wenn sie auch gelegentlich einen konfliktuösen Verlauf nehmen können. Dabei übernimmt der Begriff „Position“ die funktionell-topische Seite der Einstellung der kindlichen Psyche zum (Partial-)Objekt. Ihre Entwicklung lässt sich den Positionen zuordnen bzw. definieren durch die Fragen nach den jeweiligen Formen der Objektbeziehung, der Angst und der Abwehr des sich konstituierenden Ich-Apparates.

#### Der Begriff des „Neides“
Melanie Klein fasste im Jahre 1957 mit zwei Arbeiten Neid und Dankbarkeit (1957a) und Neid und Dankbarkeit. Eine Untersuchung unbewußter Quellen. (1957b) ihre theoretischen Implikationen zusammen. Darin sind auch die Vorarbeiten ihres Mentors Karl Abraham nachweisbar.
Sie definierte den Neid als „(…) das ärgerliche Gefühl, daß eine andere Person etwas Wünschenswertes besitzt und genießt, wobei der neidische Impuls darin besteht, es wegzunehmen oder zu verderben“ bzw. als „das wütende Gefühl, daß eine andere Person etwas Begehrenswertes besitzt und sich daran erfreut – der neidische Impuls besteht darin, dieses Objekt der Begierde zu rauben oder zu zerstören“.
Für Klein ist der frühe Neid im Beginn des sozialen Lebens wirksam und beeinflusst die frühesten Erfahrungen des Säuglings. Für Klein ist der Neid eine der frühesten Empfindungen und eine der primitivsten und damit grundlegendsten Regungen im psychischen Apparat. Früher Neid ist von Eifersucht und Gier zu differenzieren. Eifersucht beruht auf Liebe und zielt nach Besitz des geliebten Objektes und dem Hinausdrängen des Rivalen, setzt also eine Dreieckssituation voraus. Hierin müssen die Objekte deutlich erkannt und unterschieden werden; sie sind somit einem späteren Lebensabschnitt zuordenbar.
Neid stellt sich in einer zweiseitigen Beziehung dar, in der das Subjekt das Objekt um einen Besitz oder eine Eigenschaft beneidet. Während die Eifersucht eine Beziehung zu einem ganzen Objekt ist, wird der Neid zumeist nur als Beziehung zu den Partialobjekten erfahren, obgleich er auch in Beziehung zu den ganzen Objekten hineinwirkt. Gier strebt danach, maßlos alles zu besitzen, ohne die Folgen einzubeziehen. Das Objekt kann dabei zerstört werden und all sein Gutes im Akt des Habenwollens wird verdorben.
Da in den ersten Lebensmonaten starke „paranoide“ Angstgefühle dominieren, die der Säugling aufgrund der ersten neidischen Objektbeziehung zumeist zur „Mutter“ bzw. „mütterlichen Brust“ entwickelt, nennt Klein (1946) diese Phase die paranoid-schizoide Position.
Sobald der Säugling der „Brust“ in seiner Bedeutung für sein Wohlbefinden und letztlich seinem Leben gewahr wird, entsteht Neid. Die reale Befriedigung, die er an der Brust erlebt, gibt ihm das Gefühl, dass die „Brust“ die Quelle allen Behagens körperlicher wie seelischer Art ist, ein unerschöpfliches Reservoir an Nahrung, Wärme, Liebe und Verständnis. Die lustvolle oder belohnende Erfahrung der Befriedigung vermehrt seine Liebe und steigert das Verlangen, die Brust zu besitzen, zu verwahren und zu beschützen; aber dieselbe Erfahrung weckt in ihm den Wunsch, selbst die Quelle solcher Vollkommenheit zu sein. Die „gute Brust“ wird aufgenommen, im psychischen Apparat internalisiert und zu einem Teil des (rudimentären) Ichs, gewissermaßen besitzt der Säugling, der zu Anfang im Inneren der Mutter gewesen ist, die Mutter nun in seinem eigenen Inneren. Hieraus entsteht eine Sehnsucht nach einer Wiederherstellung des pränatalen Zustandes und eine damit verbundene Idealisierung im psychischen Apparat des Säuglings.
In der paranoid-schizoiden Position konstituiert sich eine wichtige Spaltung in eine ideales (gutes Partialobjekt, „gute Brust“) und ein verfolgendes Objekt (böses Partialobjekt, „böse Brust“). Wird durch eine intensive Neidregung diese Spaltung nicht aufrechterhalten, weil das gute, ideale Partialobjekt Neid weckt, wird es angegriffen und ruiniert. Da weder die Spaltung aufrechterhalten werden kann, noch ein Idealobjekt bewahrt wird, wird die Introjektion eines guten, idealen Objektes und die Identifikation mit ihm stark beeinträchtigt, worunter die weitere Ich-Entwicklung leidet. Heftige Neidgefühle führen zur Verzweiflung. Der Neid behindert die gute Introjektion, und das wiederum vermehrt den Neid.

### Unbewusste Phantasien
Freud nutzt den Begriff der Phantasie, um etwa potentiell narrative oder narrationsfähige Tagträume, Szenarien, Erzählungen, Episoden, Romane, Fiktionen zu beschreiben, die ein Analysand im Wachzustand ersinnt. In den Studien über Hysterie (1895) haben Josef Breuer und Freud die Häufigkeit und die Bedeutung einer solchen Phantasieaktivität beim Hysterischen aufgezeigt und betont, dass sie oft unbewusst sind. Eine Entdeckung, die mit der Hypnose, Absencezuständen oder hypnoiden Zuständen und der Entwicklung der Psychoanalyse im Zusammenhang zu sehen ist.
In Melanie Kleins theoretischer Konzeptualisierung übernimmt die Phantasie eine zentrale Bedeutung. Für sie sind nicht unbewusste Triebwünsche der primäre Inhalt des Unbewussten, sondern die unbewussten Phantasien. So sah sie in der Phantasietätigkeit, die jedem psychischen Prozess zugrunde liegt, das Fundament sämtlicher seelischer Vorgänge. Für Klein waren die Triebe mit den Objekten verknüpft. Ein zentraler Grundgedanke von Klein besteht darin, dass das Kleinkind infolge von Versagungen und Rivalitäten starke Aggressionen gegenüber seinen Eltern entwickele, die starke Ängste nach sich ziehen, weil das Kind unbewusst fürchte, dass sich die phantasierten Aggressionen gegen es selbst richteten. Zur Abwehr der Ängste bilde das Über-Ich Schuldgefühle. Hinter Schuldgefühlen könnten sich also ursprünglich feindselige Phantasien verbergen. Dabei sei das Kind unbewusst bemüht, die phantasierten Zerstörungen wiedergutzumachen.

### Einige Abwehrmechanismen bei Melanie Klein

#### Projektive Identifizierung
Klein hatte in den „Notes on Some Schizoid Mechanisms“ (1946) erstmals die projektive Identifikation beschrieben. Ein Begriff, den Edoardo Weiss (1891-1970) Mitte der 1920er Jahre einführte. Die projektive Identifikation beschreibt einen komplexen Projektionsvorgang, der Teile des Selbst oder sogar das ganze Selbst, einschließlich der jeweiligen Impulse in ein, im psychischen Apparat des Kleinkindes „vorgestelltes“, äußeres Objekt hineinverlegt, um ihm zu schaden, es zu kontrollieren oder es zu besitzen. Sie entspricht einer unbewussten Phantasie. So wird der unerträgliche Triebimpuls oder die durch ihn erzeugte unerträgliche Angst durch das Ich in („auf“) das Objekt projiziert und das („vorgestellte“) Objekt wird gezwungen, sich damit zu identifizieren. Melanie Klein sah in der projektiven Identifizierung eine Phantasie, in der „böse“ Teile des Selbst von den übrigen Teilen des Selbst abgespalten und gemeinsam mit den „bösen Exkrementen“ in die Mutter bzw. ihre Brust (Partialobjekte) projiziert werden, um sie auf solche Art zu kontrollieren und in Besitz zu nehmen. Sie würde dann in der inneren Welt des Kleinkindes so empfunden, als sei sie zu dem „bösen“ Selbst geworden. Die Funktion dieser Projektionsvorgänge liegt in der Entlastung des Selbsts von unerwünschten Spannungen, von Angst und Schmerz bzw. der sie verursachenden Anteile und zielt auf die Manipulation und die Inbesitznahme des Objekts.
Die projektive Identifikation gleicht der Exkretion auf physischer Ebene, indem sie gefährliche Objektbeziehungen und die daraus resultierende Angst kontrolliert. Denn indem unerwünschte, störende, „böse“ psychische Inhalte durch ein funktionierendes Ich ausgestoßen, „exkretiert“ und in ein Objekt projiziert werden, kann das Selbst das „Böse“ loswerden. Gelegentlich geschieht dies aber auch, um das Objekt, dem die Projektion galt, anzugreifen oder zu kontrollieren. Dabei werden Teile des Selbst mit ausgestoßen, so dass das Objekt, dem die Projektion galt, Anteile der Selbstrepräsentanzen einschließt.
Allgemein stellt sie einen unbewussten Abwehrmechanismus von Konflikten dar, bei dem Teile des Selbst abgespalten und auf eine andere Person projiziert werden. Dadurch werden eigene Inhalte, also Werte, Gedanken, Gefühle als die der anderen Person wahrgenommen.

#### Spaltung
Neben der projektiven Identifikation ist die Spaltung ein wichtiger Abwehrmechanismus, im späteren psychischen Leben in der Form der (moralischen) Idealisierung oder dem gegenteiligen Prozess der Entwertung sowie der Projektion. In der Projektion versucht der reifende Mensch, einen unerträglichen Selbstanteil loszuwerden. Das Objekt wird aber im Unterschied zur projektiven Identifikation nicht gezwungen, sich mit diesem Selbstanteil zu identifizieren. Das Ziel der Abwehrmaßnahmen des frühen Ichs besteht darin, durch projektive und introjektive Prozesse, die idealen, „guten“ Objekte, die zur Befriedigung führen, von den „bösen“ und verfolgenden Objekten abzugrenzen. Dieser intrapsychische Prozess wird dann als Spaltung bezeichnet.
Das „böse (Partial)Objekt“ ist vermeintlich das Versagende, es ist aber die vom Kind in das Objekt hineinprojizierte Aggression, die es erst zu einem „Bösen“ macht. Damit wird das Objekt primär zu einem der subjektiven Wahrnehmung und ist keines der objektiven Realität. Aber auch gute Selbstanteile werden in die „guten Objekte“ projiziert.
Das frühe Ich ist der fortwährenden Desintegration durch Angst und dem möglichen Versagen der Abwehrmechanismen ausgesetzt. Wenn die Mechanismen der Projektion, Introjektion, Aufspaltung, Idealisierung, Verleugnung und projektiven wie introjektiven Identifikation versagen, wird das Ich von Angst überflutet. Das Ich zerfällt und spaltet sich in kleine Ich-Fragmente auf, um der Angsterfahrung zu entgehen.

#### Projektion und Introjektion
Projektion und Introjektion sind die grundlegenden Mechanismen, mit denen sich das werdende Ich der Angst aus den frühen und frühesten Objektbeziehungen erwehrt. Die Spaltung und die projektive Identifizierung hingegen sind gewissermaßen deren Folgen. Libidinöse (Lebenstrieb) Besetzungen von „guten“ Objektvorstellungen können durch diesen Abwehrmechanismus von aggressiv besetzten (Todestrieb) „bösen“ Objektvorstellungen getrennt werden, eine innere Welt des reinen Guten kann so von einer inneren Welt des bloß zerstörerischen Bösen abgespalten werden.
Die introjektive Identifizierung ist für Melanie Klein der Vorgang, der durch das Ich ein äußeres Objekt in das Selbst hineinnimmt, während der umgekehrte Vorgang der projektiven Identifizierung als gegenteiliger Prozess gesehen wird, nämlich einen Anteil des Selbsts in die Vorstellung eines Objektes zu verlegen, das heißt das Objekt zu einem Behältnis eines eigenen Selbstanteils zu machen.

### Paranoid-schizoide Position
Melanie Klein übernahm von Ronald Fairbairn den Begriff der „Position“. Er umriss damit ein System von Ängsten, Abwehrmechanismen, Objektbeziehungen, Selbstrepräsentanzen und Denkweisen, die einen Status, eine Verfasstheit des psycho-physischen Apparates bezeichnen. Sie befasste sich zunächst mit der depressiven Position und erst etwa elf Jahre später erschienen in ihren „Bemerkungen über einige schizoide Mechanismen“ (1946) ihre Betrachtungen zu der früheren paranoid-schizoiden Position.
Nach Ronald Britton (1998) verwendete Melanie Klein den Begriff der „paranoid-schizoiden Position“ einerseits als Abwehrmechanismus, andererseits auch als Ausdruck einer spezifischen Regression und gelegentlich auch als Teil der physiologischen Entwicklung des Säuglings.
Melanie Klein ging davon aus, dass die Aufmerksamkeit des Säuglings von Anfang an auf ein (Partial-)Objekt (die „Brust“, die „Mutter“) gerichtet sei. Diese frühen Objektbeziehungen würden internalisiert, in einer inneren Repräsentationen abgebildet und stünden von Anfang an im Zentrum der emotionalen Entwicklung des Menschen.
Sie bildeten ein rudimentäres, um die Ich-Kerne herum im Entstehen begriffenes Ich, das auf den Aufbau von Objektbeziehungen sowie das Erleben von Angst und deren Abwehr beschränkt sei. Der Säugling befände sich einer Art von Ausnahmezustand. Seine Gefühle der Integration, ausgelöst durch den Halt und die Ernährung durch die Mutter, würden sich mit Ängsten, auseinanderzufallen und von destruktiven Emotionen überwältigt zu werden, abwechseln.
Rückübersetzt auf die nicht sprachliche Ebene bzw. umgewandelt in ein (später auch psychotherapeutisch zugängliches) Narrativ, bedeutete das für den Säugling, aus dem „Es ist genug Nahrung hier“ (als Partialobjekt metaphiert mit der „guten Brust“) würde ein „Es ist keine Nahrung hier“ und hieraus stellte sich das Gefühl „Das Objekt lässt mich verhungern“ (Partialobjekt der „bösen Brust“) ein. Diesen Zustand erlebe der Säugling als ihn verfolgende Angst vor Vernichtung. Seine widerstrebenden Emotionen könnten nicht durch Ich-Leistung integriert werden.
So sei der Säugling zunächst seinen destruktiven, sadistischen Triebregungen und Phantasien ausgesetzt, die er gegen seine inneren und äußeren Objekte richte. Dadurch entwickelten sich massive Ängste davor, dass sich die angegriffenen Objekte im Sinne einer Vergeltung gegen das Ich des Säuglings wendeten und dieses vernichten könnten. Sie bezeichnet diese Phase als paranoid-schizoide Position, ein Zustand, der von der Geburt bis zum Alter von vier oder sechs Monaten andauere. Die Beziehungen in diesen ersten Monaten bestünden noch nicht aus ganzen Objekten, sondern nur aus Teilobjekten oder Partialobjekten wie die Brust, die Hände der Mutter, ihr Gesicht usw. „Paranoid“ bezieht sich auf die zentrale paranoide Angst, die Angst vor invasiver Böswilligkeit. Aufgrund seines noch unreifen psycho-physischen Apparates erlebe der Säugling die Angst als von außen kommend, sie ergebe sich aber letztendlich aus der Projektion aus dem Todestrieb. Paranoide Angst könne als Angst vor einer bevorstehenden Vernichtung verstanden werden und beruhe auf dem Gefühl des destruktiven oder tödlichen Instinkts des Kindes. Oder anders formuliert: Es ist die Angst vor Fragmentierung und dem Verlust des in Entstehung begriffenen Ichs.
In dieser Position vor der sicheren Internalisierung eines guten Objekts zu seinem Schutz behandelt das noch unreife Ich seine Angst, indem es schlechte Gefühle abspaltet und sie projiziert (Projektive Identifikation). Dies führt jedoch zu Paranoia. „Schizoid“ bezieht sich auf den zentralen Abwehrmechanismus des Ichs, der Spaltung, die Trennung des guten Objekts vom schlechten Objekt (Partialobjekts).
Im noch sich entwickelnden, unreifen Zustand des kindlichen psychischen Apparates besetzen die die psycho-physische Homöostase störenden Erfahrungen, die im Wahrnehmungsfeld zunächst nur als eine „gespaltene Objektrepräsentanz“ erlebt werden, einen „nur guten“ oder befriedigenden und einen „nur bösen“ oder frustrierenden Objektanteil. Beide Anteile beinhalten dabei immer auch Selbstaspekte, da „äußere“ Objekterfahrungen auch an Erinnerungsspuren der eigen Körper- bzw. Selbsterfahrung gebunden sind.
Durch die Projektion von aggressiven Regungen entstünde in der Phantasie des Säuglings eine Vorstellung der als Metapher bezeichneten „bösen“ äußeren Brust. Diese Vorstellung würde als „verschlingendes und destruktives“ inneres „böses“ Objekt introjiziert. So würde die „böse Brust“ als äußerer Vertreter des Todestriebs erfahren, und durch die Introjektion würde auch das innere „böse“ Objekt dann zu einer intrinsischen Gefahrenquelle. Das innere „böse“ Objekt bildet nach Kleins Auffassung auch eine erste Form des Über-Ichs.
Unter Spaltung wird die Aufspaltung der (Partial-)Objekte aber auch die Anteile des Selbst in oppositionelle Anteile verstanden. So werden dem Objekt entweder nur „negative“ oder nur „positive Eigenschaften“ im Sinne des Erhalts der psycho-physischen Homöostase zugeordnet, sie können folglich noch nicht in ein geschlossenes Bild eines Selbst integriert werden. Bei einer Spaltung in der frühen kindlichen Entwicklungsphase werden inkompatible Inhalte auf mehrere (Partial-)Objekte verteilt, wobei es zu einer Aufteilung der Objekte und des Selbst in „Gut“  und „Böse“  kommt. Dabei können die guten Anteile idealisiert und die bösen Anteile abgelehnt werden.

### Depressive Position
Klein sah in der Ausbildung einer depressiven Position einen wichtigen Entwicklungsschritt, der während der gesamten Spanne zwischen dem vierten und sechsten Lebensmonat weiter reifte. Zudem würde diese Position nicht nur während der frühen Kindheit, sondern intermittierend während des gesamten Lebens wiederholt überarbeitet.
Denn im Verlauf schon der kindlichen Entwicklung werden die frühen inneren Objekte (aufgespalten in „gänzlich gute“ und  „gänzlich böse“ (Partial)Objekte) in der Regel von reiferen Beziehungsvorstellungen überlagert bzw. erworben, in denen dem Gegenüber sowohl gute als auch schlechte Eigenschaften zugeschrieben werden. War in der früheren Zeit des kindlichen Lebens die Hauptangst das Überleben des Selbst, so träte nach Melanie Klein in der depressiven Position auch die (zunehmende) Angst um das Objekt hinzu. Den Teilungs- und Teilobjektbeziehungen, die die frühere Phase charakterisieren, folgt die Fähigkeit zu erkennen, dass die andere, die frustriert, auch diejenige ist, die befriedigt. Obzwar schizoide Abwehrkräfte immer noch vorhanden seien, entwickelten sich nunmehr Schuldgefühle, Trauer und der Wunsch nach Wiedergutmachung. Die zunehmende Nähe von „Gut“ und „Böse“ brächte eine entsprechende Integration der Ichstrukturen mit sich.
Die libidinösen Empfindungen und Erfahrungen des Säuglings werden der Vorstellung einer „guten Brust“ zugeschrieben, während destruktive Regungen auf die Vorstellung einer bösen Brust projiziert wurden. Durch den Mechanismus der Introjektion erfolgte die Entwicklung eines inneren Bildes, einer Vorstellung, metaphorisch bezeichnet als gute und böse Brust. Die Vorstellung der guten, sowohl inneren als auch äußeren Brust gilt als Inbegriff gütiger und befriedigender Objekte, die böse Brust wird hingegen zum Paradigma aller äußeren und inneren Objekte, die als verfolgend erlebt werden. Mit zunehmender Reifung der Ichstrukturen folgt vice versa die Zusammenführung der auf das gleiche Objekt gerichteten libidinösen, wie auch destruktiven Regungen und entbindet depressive Ängste und Schuldgefühle sowie das Streben, das geliebte, zerstörte Objekt wiederherzustellen.
Die Verfolgungs- und Vernichtungsangst wird im weiteren Entwicklungsverlauf also zunehmend von schuldhaft depressiven Ängsten um das von den eigenen destruktiven Phantasien bedrohte Objekt überlagert. Die allmächtige Kontrolle über das Objekt, dessen Realität und Trennung jetzt stärker empfunden wird, nähme ab. Die Reifung ist daher eng mit Verlust und Trauer verbunden. Im Erkennen des Anderen als etwas von sich selbst getrenntes, begleitet das Bewusstsein für die ödipale Situation unweigerlich eine depressive Position bzw. setzt die Fähigkeit hierzu voraus.
Die Reifung des psychischen Apparates zeigt sich also in einer zunehmenden Abgrenzung von Selbst und Objekt und geht einher mit zunehmender Fähigkeit zur Objektliebe und Dankbarkeit sowie durch eine allmähliche Rückbildung der frühen Omnipotenzphantasien einerseits und durch die Milderung archaischer Verfolgungsängste andererseits. In der depressiven Position kann das Kind andere als Ganzes erleben, was die Objektbeziehungen gegenüber der früheren Phase radikal verändert. Vor der depressiven Position entspricht ein gutes Objekt in keiner Weise einem schlechten Objekt. Erst in der depressiven Position können polare Qualitäten als unterschiedliche Aspekte desselben Objekts angesehen werden.
Psychische Gesundheit ist wesentlich Ausdruck einer Balance zwischen projektiven und introjektiven Prozessen und einem dauernden Durcharbeiten der Konflikte der depressiven Position.

#### Depressive Position und der frühe Beginn des Ödipuskomplexes
Melanie Klein sah, anders als die freudianische Schule, den Ödipuskonflikt nicht mehr in erster Linie als eigenständige Entwicklungsphase an (Psychosexuelles Entwicklungsmodell der Psychoanalyse), sondern interpretierte ihn als spezifische Position, die typische Konflikte zwischen dem Selbst und seinen Objekten beschrieb und deutlich früher in Erscheinung tritt. Damit würde der Ödipuskomplex in der depressiven Phase überwunden und die depressive Position in der Durcharbeitung des Ödipuskomplexes aufgelöst. Nach Melanie Klein beginne die ödipale Situation in der Säuglingszeit und durchliefe eine längerfristige komplexe Entwicklung, die erst im Alter von vier Jahren – dem Alter der klassischen, freudianischen Psychoanalyse – ihren Höhepunkt erreichen würde.

### Vorstellungen des Unbewussten bei Freud und Klein
In ihrem Vergleich der Freudschen und Kleinschen Konzepte führte Rohde-Dachser aus, dass Freuds Vorstellung einer „primären Befriedigung“, die nie mehr einholbar sei, etwa in der Phantasie eines verlorenen Paradieses mitschwinge, dessen Tür für immer verschlossen bleibe. Melanie Klein sah von Anfang des menschlichen Lebens an eher eine „Höllenerfahrung“, welche aus der Vorherrschaft des Todestriebs resultiere und erst mit der Erreichung der depressiven Position in „ruhigere Gewässer“ komme. Der Kleinsche Ansatz entspricht damit einer konzeptuellen Verschiebung von der Lust hin zur Angst. Auch sind die Objekte bei Freud vor allem Objekte einer Triebbefriedigung, während sie bei Melanie Klein in erster Linie zur Projektion von Gefühlen dienten, die allesamt dem Todestrieb entstammten.
Zu einem ähnlichen Ergebnis kommt Kunzke (1993). So führt eine reflektionale Analyse zum Einfluss der Freudschen Positionen in Melanie Kleins Hypothesen und Modell, zu Freuds  „drittem triebtheoretischen Modell“  sowie zu dessen  „anaklitischem Modell“.  Während die triebtheoretischen Überlegungen Freuds letztlich in das Gegensatzpaar eines  „Todestrieb-Eros-Dualismus“ einmünden, nahm Freud mit seinem  „anaklitischen Modell“ an, dass die (Objekt-)Bindung und Liebe sekundär seien. Der Drang der Triebbefriedigung auf libidinöser Grundlage führt zu der „primären Notwendigkeit“, welche sich in Anlehnung (eben anaklitisch) zeigt und die Erfahrungen der oralen Triebbefriedigung mit der Mutter als Objekt gestaltet.

### Implikationen für das psychoanalytische Verständnis von Erwachsenen
Wie ein Kind und ein späterer Erwachsener die „Welt“ erleben wird, ist von seinen frühesten Erfahrungen mit den Bezugspersonen (Objekten) bestimmt. Durch ihre theoretischen Annahmen zum Verständnis der noch vorsprachlichen, intrapsychischen Prozesse sehr kleiner Kinder erkannte Klein, dass sich entsprechende Vorgänge auch in erwachsenen Menschen fortsetzen. Dies gilt insbesondere für lebensgeschichtliche Krisen, in denen Menschen auf kleinianische Positionen regredieren können, oder bei Erwachsenen mit schweren Persönlichkeitsstörungen, die überwiegend auf diesen Niveaus innerpsychische Vorgänge verarbeiten.
Melanie Klein sah in der Spaltung einen Abwehrmechanismus, der bereits im Säuglingsalter beginnt und mittels dessen ein Mensch seine die vermehrte Wahrnehmung der Umgebung in gute und böse Objektrepräsentanzen aufteilt. Da er diese nicht gleichzeitig bestehen lassen kann, werden entweder die guten oder die bösen Objektrepräsentanzen projiziert oder aber verleugnet. Auch das Selbst (Selbstrepräsentanz) kann in „gut“ oder „böse“ gespalten oder überhaupt als „böse“ empfunden werden, während eine andere (Bezugs-)Person als „gut“ erlebt wird und umgekehrt. Denn am Beginn der kindlichen Lebens erfährt das Kind die Mutter einmal als „böse“ und ein andermal als „gut“, ohne die beiden Teile intrapsychisch zusammenführen zu können. Nach den ersten sechs Monaten erkennt das Kind die Mutter zunehmend als ganze Person; mit ihren guten und schlechten Aspekten (Beziehungsrepräsentanz). Hiermit verbunden nimmt sich das Kind von der Mutter als getrennt wahr, es beginnt die „depressiven Position“. Emotionell wird die Trennung mit Traurigkeit erlebt, es ist besorgt um die Mutter, von der es abhängt.
Obgleich das Durchleben der frühkindlichen Positionen, nach Melanie Klein, eine humane Konstante ist und die inneren Objekte und die Beziehungen zu ihnen einer endogenen Dynamik ausgesetzt sind, bleiben die formenden realen Beziehungen zu den primären Bezugspersonen dennoch entscheidend für den Verlauf der intrapsychischen Entwicklung und damit auch Morbiditätsfaktor für das spätere Erwachsenenleben.
Unabhängig hiervon führt die Auflösung der Positionen zu einer Reifung der Objektbeziehungen. Anteilnahme, Fürsorge und Liebe im Bezug auf das ganze Objekt gelten dem Objekt an sich, nicht den durch das Objekt vermittelten Befriedigungen. So kann das ganze Objekt trotz negativer Aspekte geliebt werden, während es in der paranoid-schizoide Position typischerweise bei jeder Frustration zu einem malignen Verfolger wird.
Die Fähigkeit zur projektiven Identifizierung, als eine psychische Aktivität Teile des Selbsts oder Anteile der eigenen Strebungen und Emotionen in eine andere Personen hineinzulegen, zu projizieren und sich mit ihnen zu identifizieren, ist Ausgangsort der Empathie, der Fähigkeit, sich in Andere hineinzuversetzen. Indem wir einen Teil unserer eigenen Gefühle der anderen Person zuschreiben, können wir lernen ihre Empfindungen, Bedürfnisse und Befriedigungen zu verstehen.
Bei bestimmten psychischen Störungen, etwa dem Borderline-Syndrom oder schizoiden Störungen verbleiben die Betroffenen häufig in der paranoid-schizoiden Position eingebunden. Dabei ist ein wichtiges symptomatisches Merkmal, dass die Betroffenen den Anderen „verzerrt sehen“. In angespannten, krisenhaften Situationen erscheint der andere „nur böse“, so dass die „Gefühle des Abstandes“, etwa Reue, Trauer, Mitgefühl, Schuldgefühl oder Gnade kaum möglich sind. Projektiv werden die abgespaltenen Entitäten „im anderen untergebracht“, das Gegenüber spürt die Gefühle, die ihm sozusagen „untergejubelt“ wurden (projektive Identifizierung) und kann sie bestenfalls als die Gefühle wahrnehmen, die eigentlich zum Betroffenen gehören.
Mit dem kleinianischen Begriff der Position geht einher, dass es sich nicht um abgeschlossene Stadien handelt, vielmehr ist das Aufrechterhalten der depressiven Position ein lebenslanger Prozess. Individuelle und kollektive Krisen können die Resilienz einschränken, so dass belastende Vorstellungen projiziert werden, und so schuldige Objekte identifiziert und bekämpft werden, u. a. durch Expulsion (vgl. Sündenbock-Mechanismus).

## Werke

### Gesamtausgaben (deutsch/englisch)
- Gesammelte Schriften, Frommann-Holzboog, Stuttgart
  1. Schriften 1920–1945, Teil 1, 1995, ISBN 3-7728-1674-6
  2. Schriften 1920–1945, Teil 2, 1996, ISBN 3-7728-1675-4
  3. Die Psychoanalyse des Kindes, 1997, ISBN 3-7728-1676-2
  4. Schriften 1946–1963, 2000, ISBN 3-7728-1677-0
  5. Darstellung einer Kinderanalyse, Teil 1, 2002, ISBN 3-7728-1678-9
  6. Darstellung einer Kinderanalyse, Teil 2, 2002, ISBN 3-7728-1691-6
- Collected Works, Hogarth Press, London
  1. Love, Guilt and Reparation & Other Works, 1921–1945.
  2. The Psychoanalysis of Children.
  3. Envy and Gratitude & Other Works, 1946-1963.
  4. Narrative of a Child Analysis.

### Verstreute Werke und Aufsatzsammlungen
- Ein Kind entwickelt sich. Methoden und Technik der Kinderpsychoanalyse. Kindler, München 1981.
- Die Psychoanalyse des Kindes. Kindler, München 1973.
- Der Fall Richard. Das vollständige Protokoll einer Kinderanalyse, durchgeführt von Melanie Klein. Kindler, München 1975.
- Das Seelenleben des Kleinkindes und andere Beiträge zur Psychoanalyse. Klett-Cotta, Stuttgart 2001, ISBN 3-608-95107-5
- Seelische Urkonflikte. Liebe, Hass und Schuldgefühl. (Mit Joan Riviere.) Fischer Wissenschaft, Frankfurt/M., 1992.

### Medien
- Einführung Melanie Klein (1): Spaltung, Projektive Identifizierung, Hexenwahn. Forum Kinderanalyse, 5. Oktober 2019
- Einführung Melanie Klein (2): Unbewusste Phantasie, früher Ödipuskomplex, Alien. Forum Kinderanalyse, 25. Oktober 2019
- Einführung Melanie Klein (3): Depressive Position, Paranoid-Schizoid, Literatur. Forum Kinderanalyse, 30. Dezember 2019
- Josef Patloch: Melanie Klein (1928) Frühstadien des Ödipuskonfliktes und der Über-Ich-Bildung. 6. Juli 2015
- Don Carveth: Introduction to Kleinian Theory I 15. Juni 2016 ; II 20. Juni 2016 ; III 20. Juni 2016 ; IV 5. Juli 2016 ; V 23. Juli 2016 ; VI 24. Juli 2016  in englischer Sprache.